# Alexandre Egorov

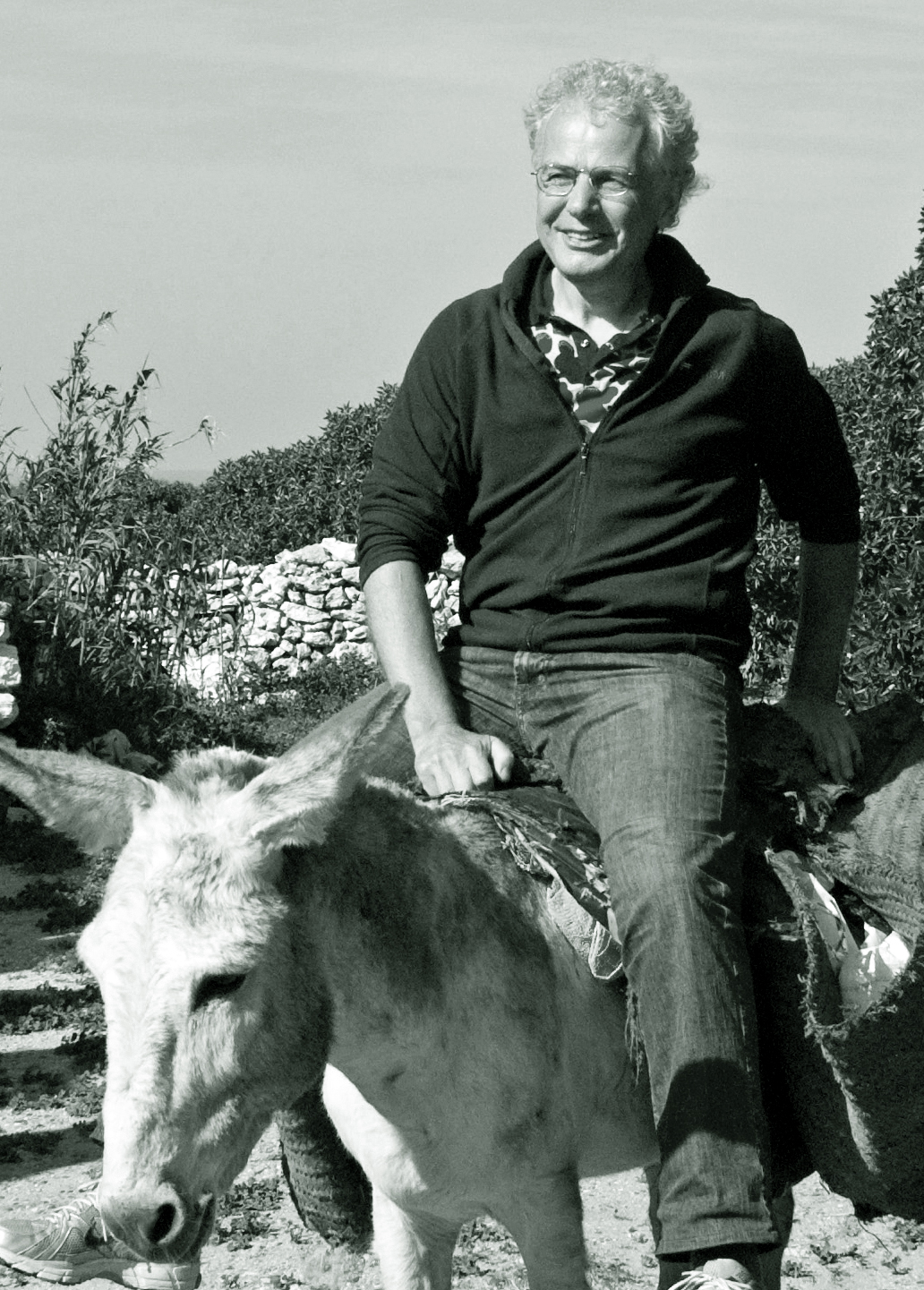
Alexandre Egorov, um 2013

Alexandre Egorov (russisch Александр Николаевич Егоров/Alexander Nikolajewitsch Jegorow; * 31. Dezember 1954 in Leningrad) ist ein russisch-schweizerischer Maler, Grafiker und Haiku-Dichter.

## Leben
Seine Ausbildung als Kunstmaler erlangte er im Kunststudio von Lew Owtschinnikow und jene als Grafiker an der Leningrader Kunstakademie. Er arbeitete als Trickfilmzeichner im Studio für Populärwissenschaftliche Filme „Lennautschfilm“ in Leningrad und half Walentina Bilitschenko bei der Gründung des „Anna Akhmatova. Silver Age“-Museums.
Egorov war der Erste, der russische Tarot-Karten entwarf – „Egorov Tarot“ oder „Egorov Golden Russian Tarot Deck“- , welche von Piatnik in Wien 1992 herausgegeben wurden.
Der Ursprung seiner künstlerischen Tätigkeit liegt im Silbernen Zeitalter (Kandinsky, Malewitsch, Roerich usw.) bei den Russischen Kosmisten des 19. und des 20. Jahrhunderts. Der Sinn ihrer Kunst lag im Verständnis, dass die innere Welt eines Menschen von kosmischer Natur ist, eine kosmische Wirkung hat und auch kosmische Verantwortung trägt. Die Erfahrung, dass wir alle eins sind, stellt dem Künstler die Aufgabe, diesen Zustand zu bezeugen und etwas zu erschaffen, was Widersprüche vereint und die Harmonie der Welt widerspiegelt. Um diese Thematik zu vertiefen, wurde er im Jahre 1998 zum Dzogchen-Praktiker. Seit 2001 lebt er in der Schweiz, wo er auch arbeitet und praktiziert.

## Malerei

Leda, 2007, oil on canvas, 116 × 120
Madonna & Death, 2007, oil on canvas, 92×99
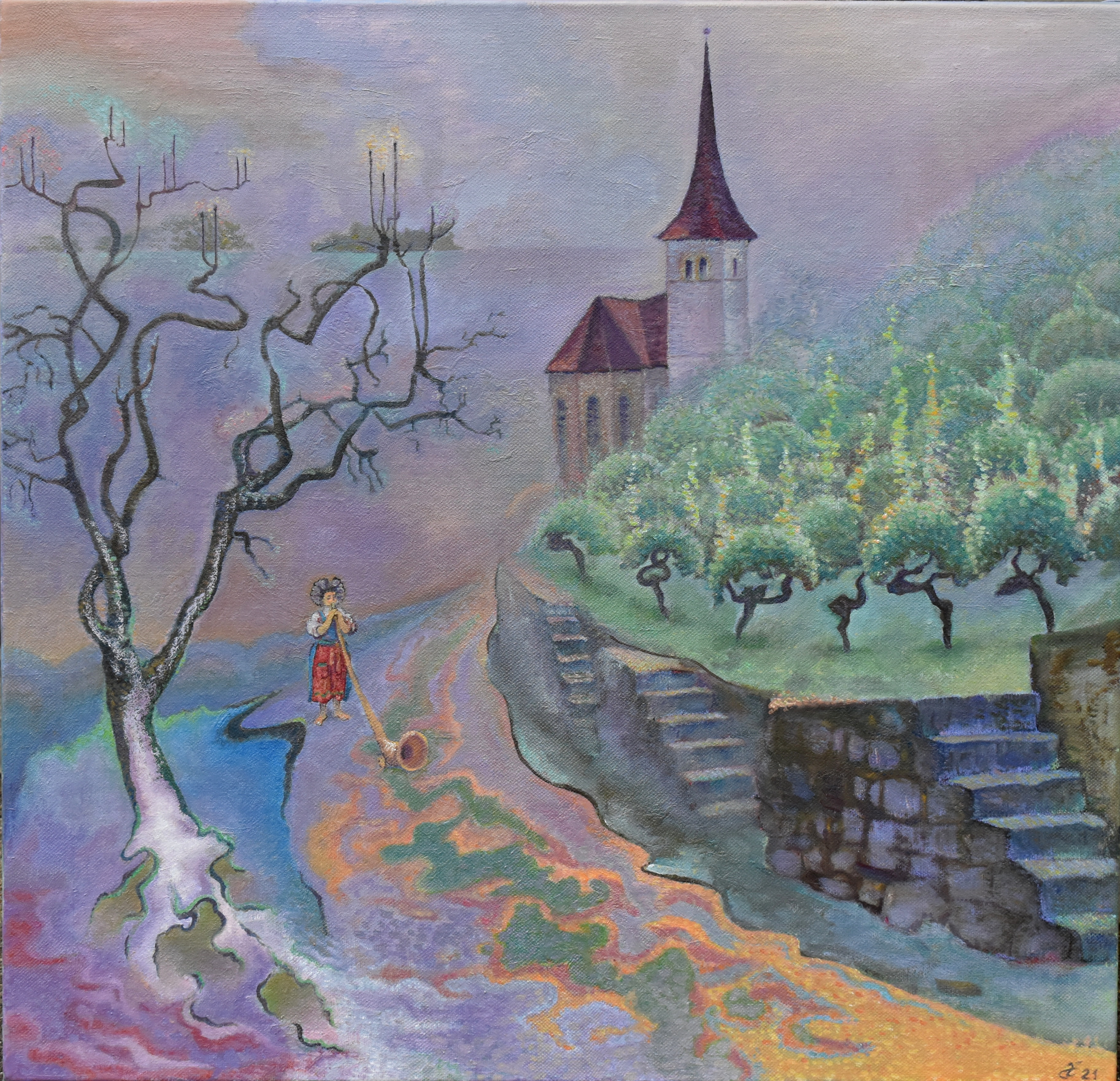
Alphorn In Ligerz, 2021, oil on canvas, 88 x 91
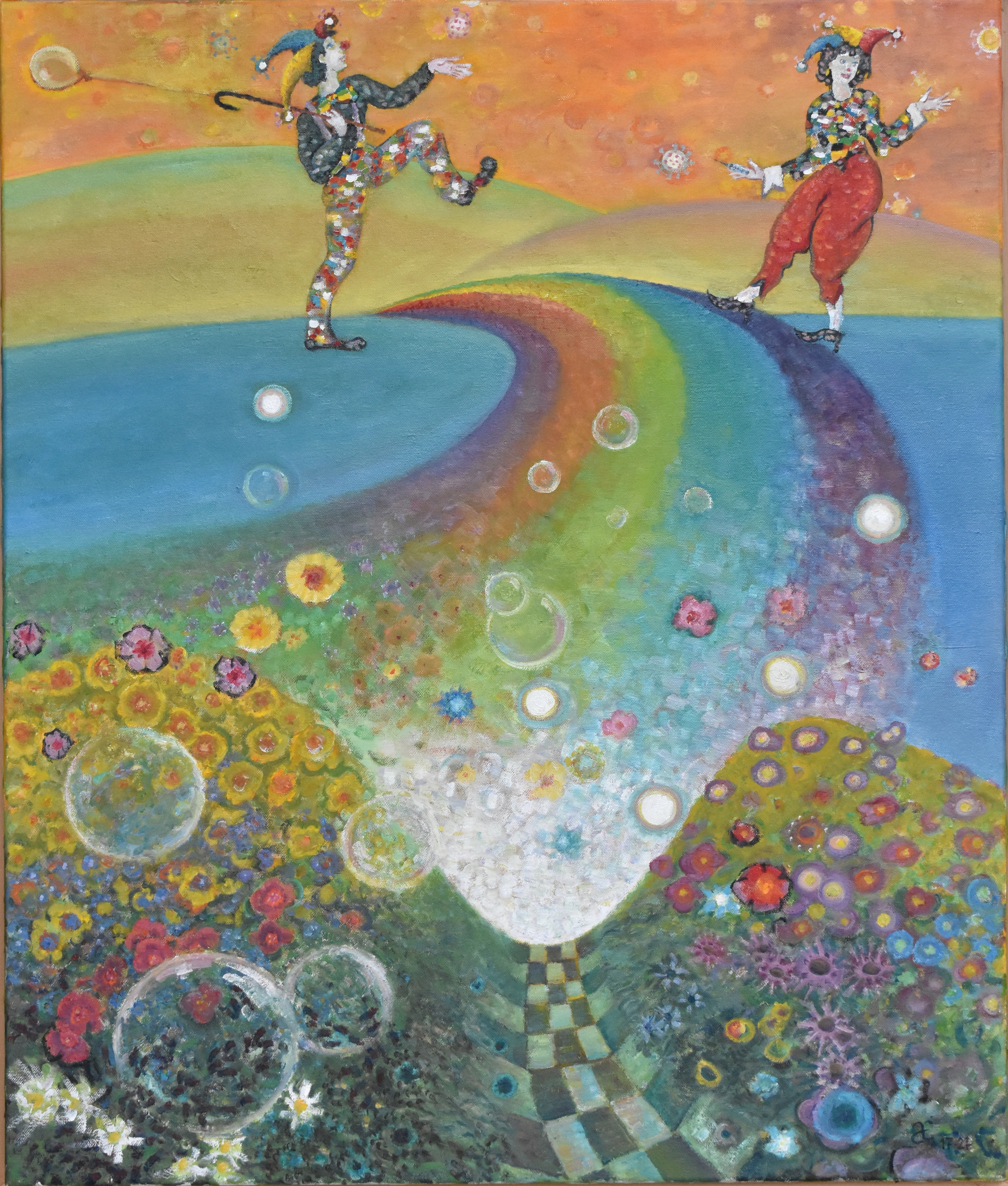
Clowns with a syringe, 2017-2021, oil on canvas, 82 x 68
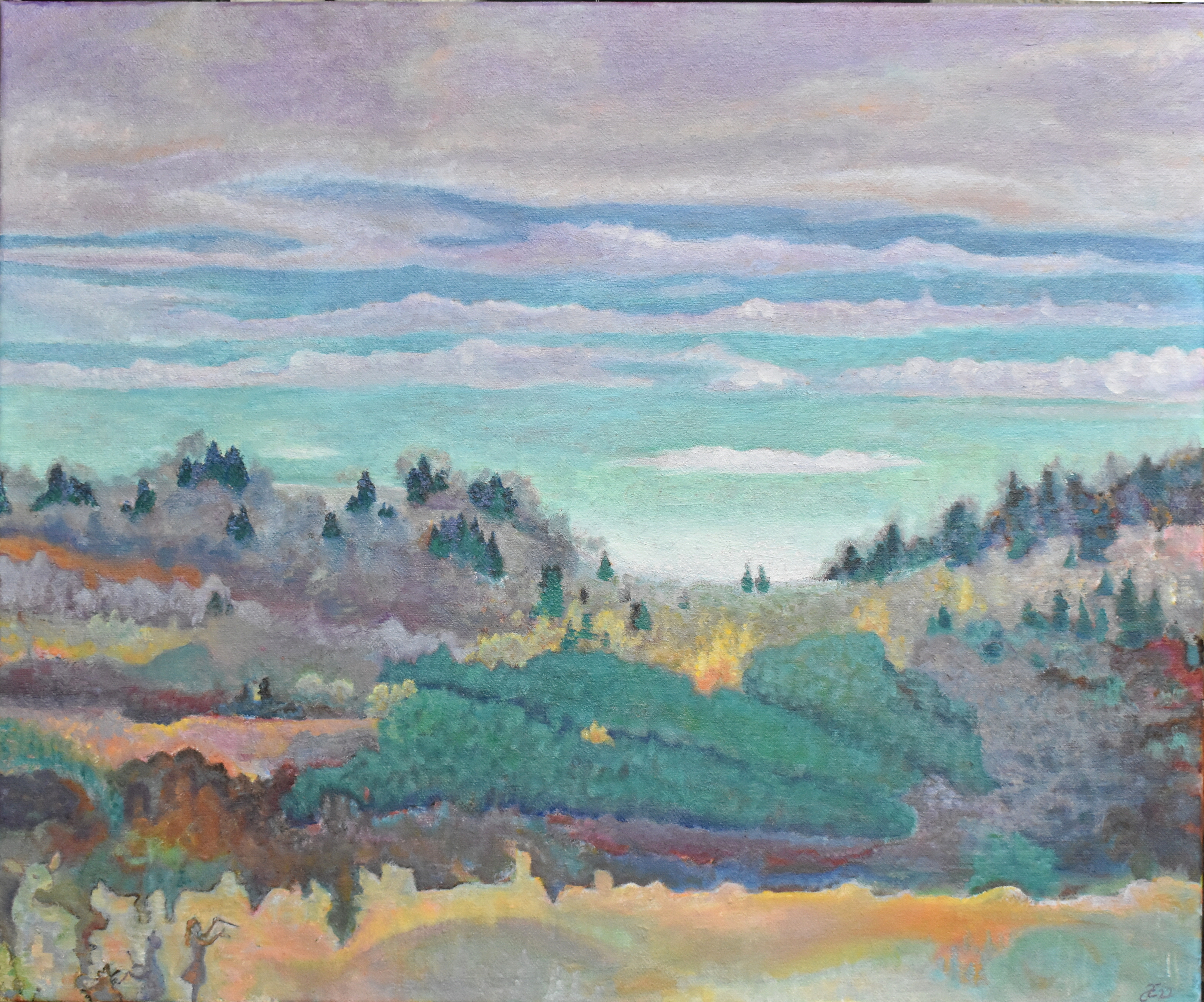
Melody of the Hills, 2022, oil on canvas, 78 x 94
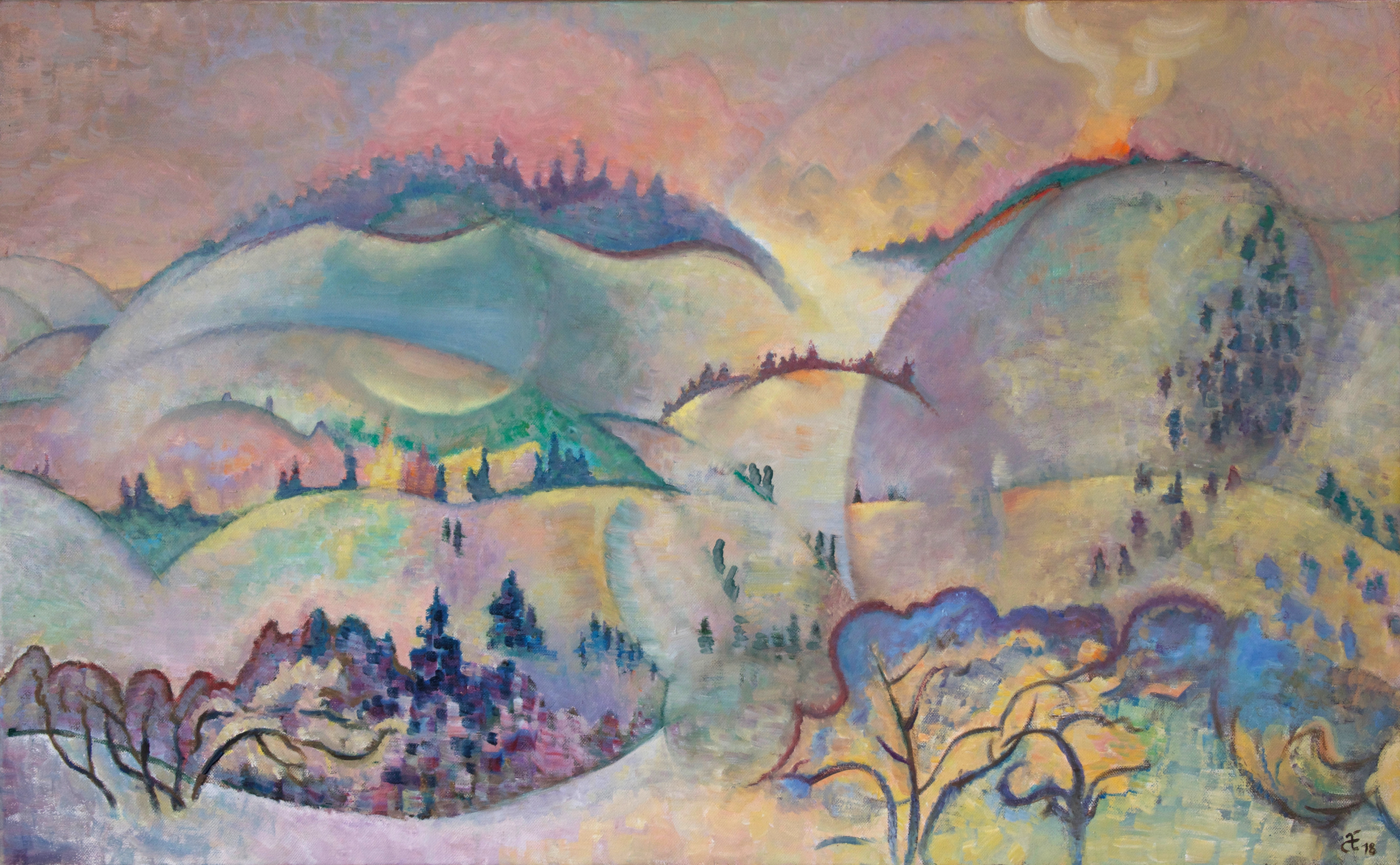
Music of Jura, 2018, oil on canvas, 52 x 84
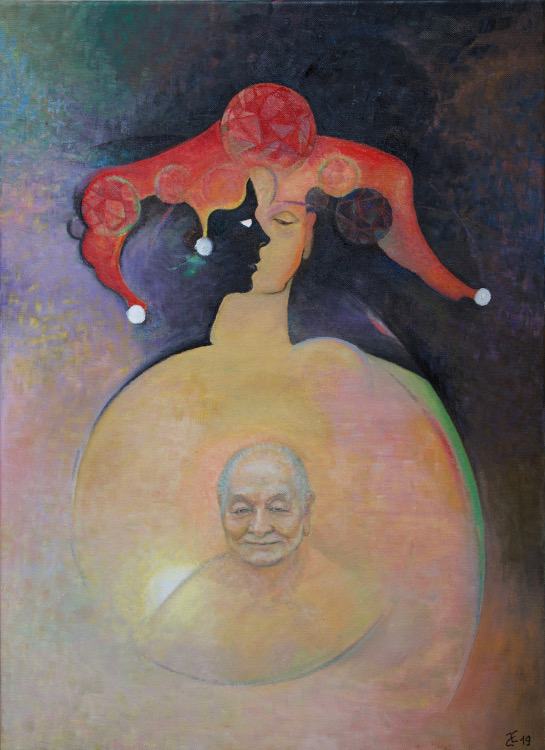
Fool’s Dream, 2019, oil on canvas, 110 x 80
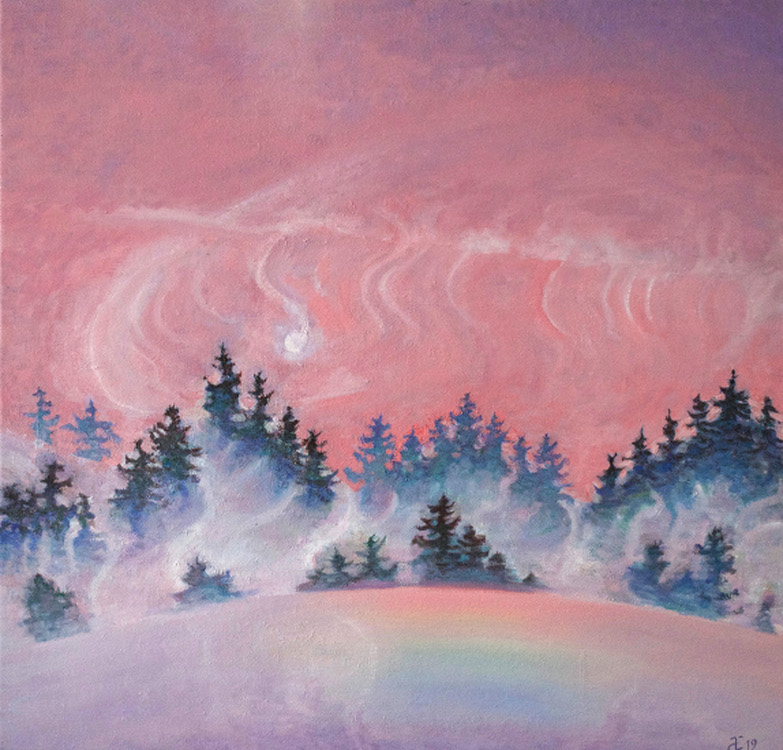
The Song of the Bee, 2019, oil on canvas, 75 x 78
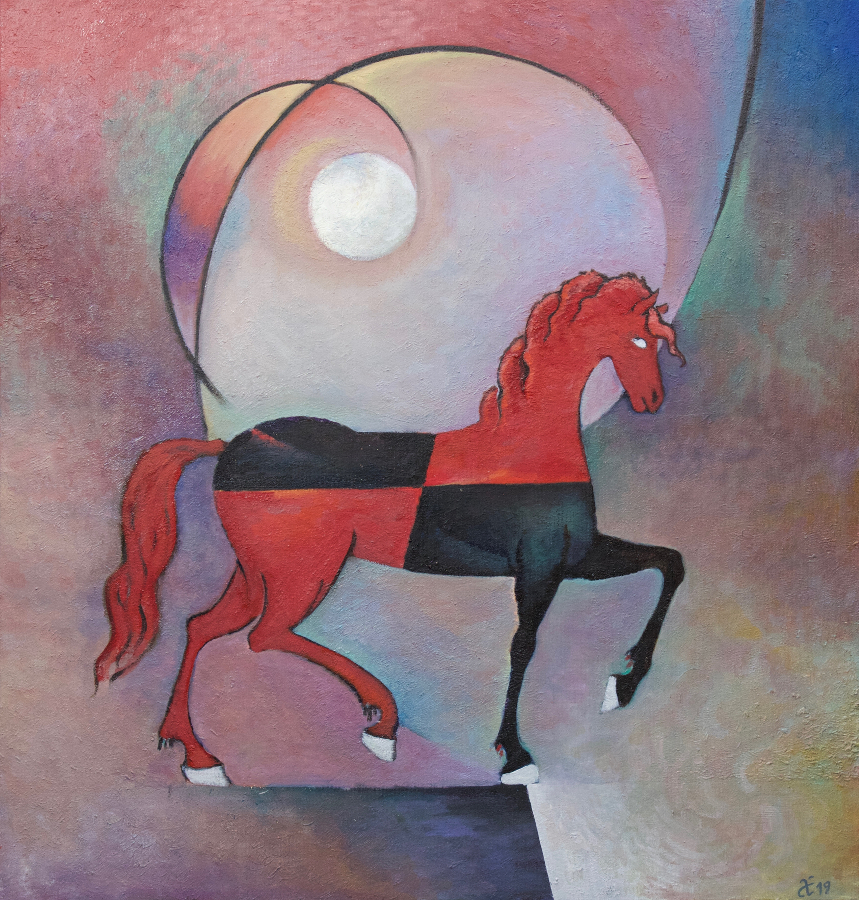
Fool’s Horse, 2019, oil on canvas, 81 x 78
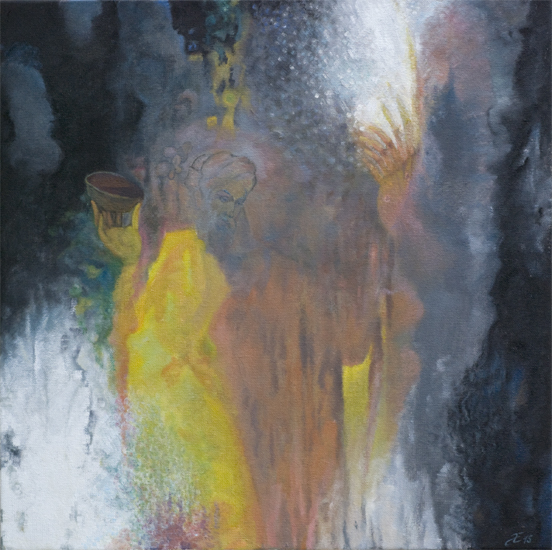
Omar Khayyam, 2015, oil on canvas, 80 x 80
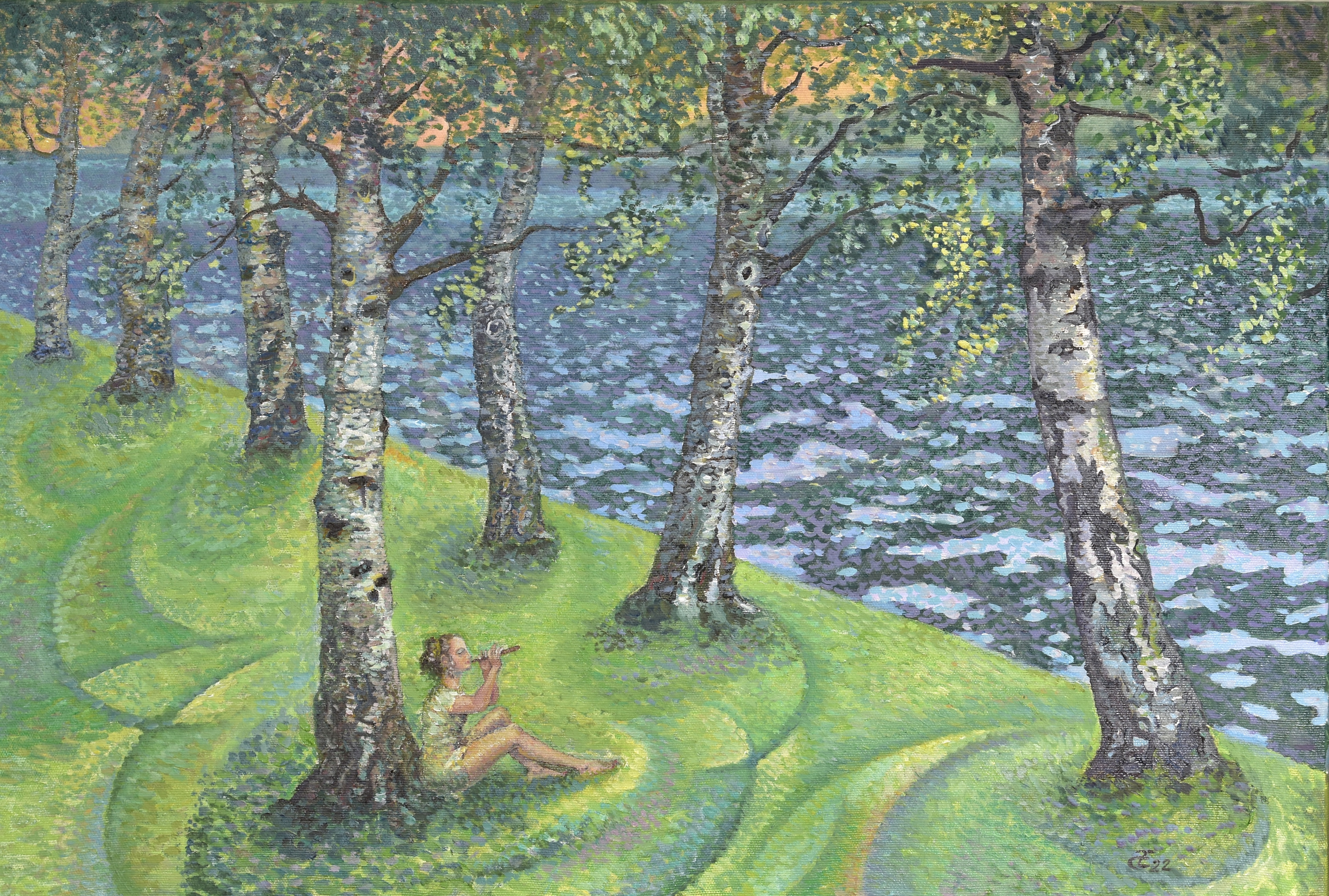
Playing A Melody, 2022, oil on canvas, 46 x 68

## Grafiken

iTemptation
Heron
Gravitation
Grasshopper
Bielberg

## Werke
- Egorov Tarot Cards. Ferd.Piatnik & Söhne, Wien 1992.
- Virgin Tarot Cards. Collection of Stuart R. Kaplan, New York 1993.
- Rambles into Arkanas Tarot. Collection of Stuart R. Kaplan, New York 1993.
- Russian Historical Tarot Cards. Ferd. Piatnik & Söhne, Wien 1994.
- Fairy Tale Tarot Cards. Ferd. Piatnik & Söhne, Wien 1995.
- Duo Zikr Playing Cards. Private collection, St. Petersburg 1999.
- Alexander Egorov Tarot Cards. Collection of Stuart R. Kaplan, New York 2001.